# Lacs Ten
Pour les articles homonymes, voir Ten.
Les lacs Ten (en anglais : Ten Lakes) sont des lacs américains dans le comté de Tuolumne, en Californie. Ils sont situés à 2 870 mètres d'altitude au sein de la Yosemite Wilderness, dans le parc national de Yosemite.